# تئودور کیس
تئودور کیس (انگلیسی: Theodore Case؛ زاده ۱۲ دسامبر ۱۸۸۸ درگذشته ۱۳ مهٔ ۱۹۴۴) یک فیزیک‌دان بود.